# El Penicilino
El Penicilino fue un bar de Valladolid (España). Se fundó en 1872 y estuvo ubicado en los bajos de un edificio de la plaza de La Libertad, al lado de la Catedral de Valladolid. Fue conocido por su licor «penicilino» que se servía junto a un mantecado de Portillo, llamado popularmente «zapatilla».

## Descripción
El local del Penicilino tenía forma de U y el espacio era vertebrado por una gran barra de madera. Poseía estanterías y suelo también del mismo material. La terraza ocupaba una parte de la plaza de La Libertad, próxima a la Catedral de Valladolid. Al tiempo que funcionaba como bar, también se realizaban exposiciones temporales en sus paredes.

## Historia

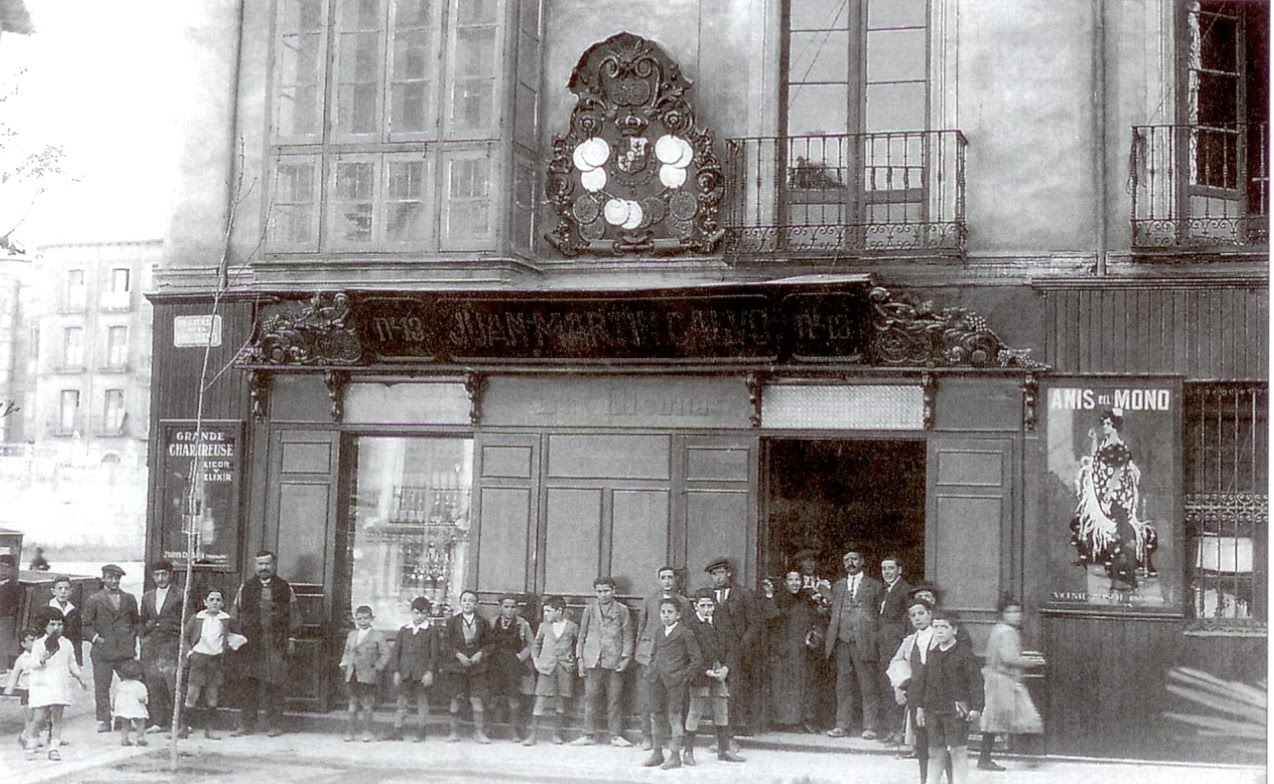
Fachada de El Penicilino, cuando se llamaba Villa Elenita (circa 1900).

Fue inaugurado en 1872 por Lorenzo Bernal, un fabricante de licores de Viana de Cega que instaló así un local donde despachar los brebajes que fabricaba. Bernal llegó a ser proveedor de la Casa Real.
A principios del siglo XX el local fue traspasado a Juan Martín Calvo, un bodeguero y fabricante de aguardientes de Tudela de Duero. Los nuevos dueños, Juan Martín y Avelina Hernández, su esposa, siguieron despachando los tradicionales licores del bar, junto a las «zapatillas». En esta época el bar tomó el nombre de La Solera, aunque no duró mucho porque poco tiempo después fue rebautizado como Villa Elenita, en recuerdo de su hija fallecida.
A principios de la década de 1940 un estudiante bautizó al famoso licor de vino dulce de 18º que despachaban como «penicilino», en referencia a la recién conocida penicilina y su eficacia como medicina.

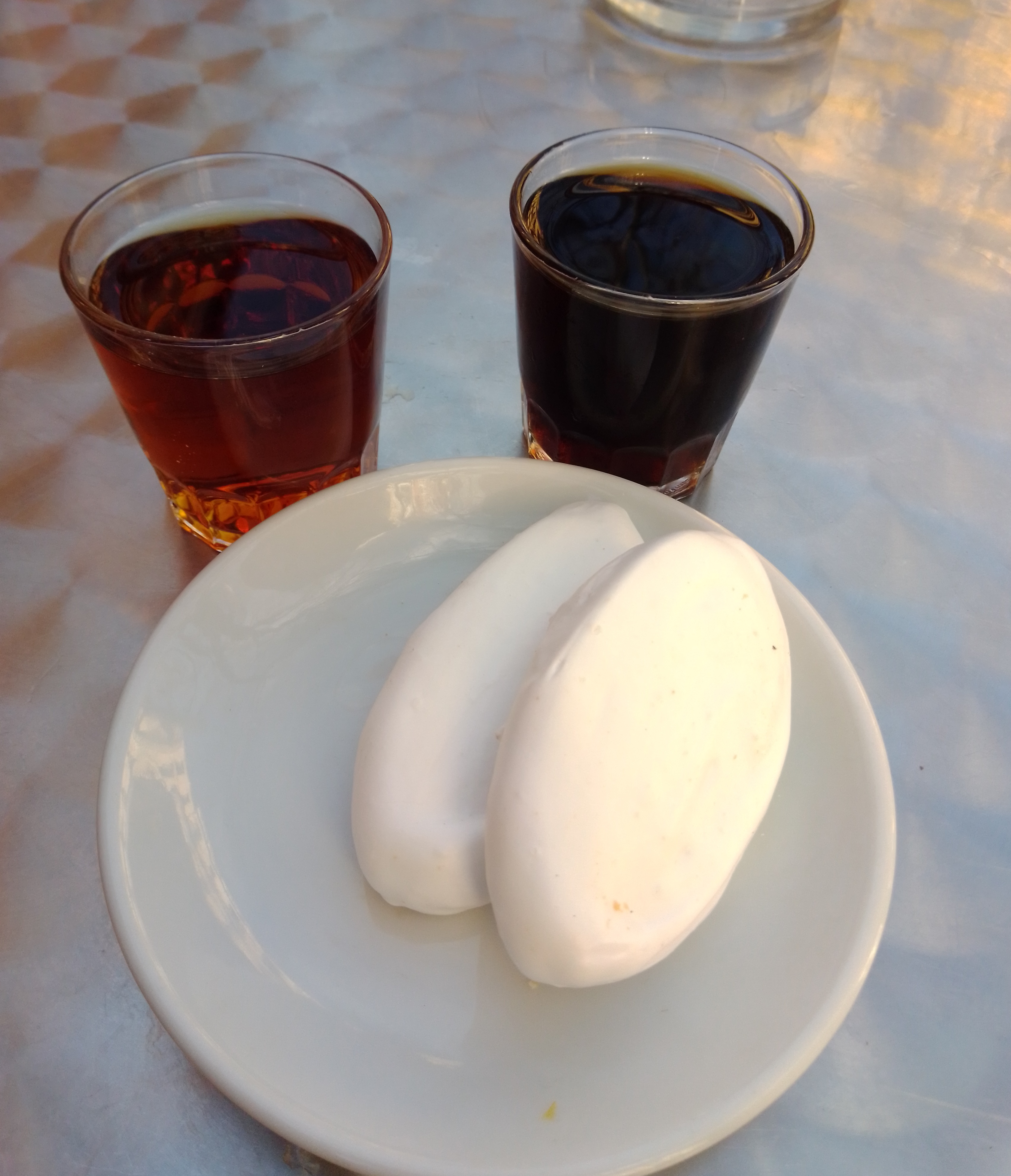
Licores servidos en El Penicilino: un «misal» (izquierda) y un «penicilino» (derecha) con «zapatillas».

Posteriormente el bar pasó a manos de los herederos de Calvo. En febrero de 2006 Manolo, el marido de la nieta de Juan Martín Calvo, echó el cierre a El Penicilino por jubilación. Fue reabierto poco tiempo después con nuevos dueños.
El Penicilino, junto a otros lugares vallisoletanos, aparece en la primera película dirigida por José Sacristán Soldados de plomo.
En 1983 fue incluido en el Plan General de Urbanismo, protegiéndose por ser un bar emblemático de la ciudad. Pero esta condición desapareció en los sucesivos planes de 1996 y de 2004. En 2019 se anunció que el edificio donde se ubica El Penicilino iba a ser demolido para la construcción de un moderno edificio, por lo que los dueños iniciaron una campaña para que se declare el local como Bien de Interés Cultural. El intento de salvar a El Penicilino del derribo data desde 2006 con iniciativas de incluirlo en el Inventario de Bienes del Patrimonio Cultural de Castilla y León lo que obligaría al Ayuntamiento de Valladolid a protegerlo e incluirlo, a su vez, en el Catálogo de Bienes Protegidos.
Cerró sus puertas temporalmente entre el 23 de febrero de 2020 y junio de 2020, para realizar una restauración estructural del edificio donde reside el local, que coincidió con la pandemia por coronavirus. Finalmente, en 2021 el edificio fue demolido, con lo que el bar dejó de existir.